# Reddien
Reddien ist ein Ortsteil der Gemeinde Zernien in der Samtgemeinde Elbtalaue, die zum niedersächsischen Landkreis Lüchow-Dannenberg gehört. Das Dorf liegt etwa zwei Kilometer westlich vom Kernbereich von Zernien.

## Geschichte
Eine urkundliche Erwähnung findet der Ort erstmals im Lüneburger Lehnsregister im Jahr 1330 als Reddinghe, im Jahr 1352 dann als Redeve. Am 1. Juli 1972 wurde die ehemals selbstständige Gemeinde Reddien aus dem Landkreis Uelzen in die Gemeinde Zernien eingegliedert.